# NGC 1216
NGC 1216 је лентикуларна галаксија у сазвежђу Еридан која се налази на NGC листи објеката дубоког неба.
Деклинација објекта је - 9° 36' 45" а ректасцензија 3h 7m 18,5s. Привидна величина (магнитуда) објекта NGC 1216 износи 15,1 а фотографска магнитуда 16,0. NGC 1216 је још познат и под ознакама MCG -2-8-56, HCG 23C, PGC 11693.